# カオグロアメリカムシクイ
カオグロアメリカムシクイGeothlypis trichas
は、鳥類の一種。